# Eugen III.
Eugen III., rođen kao Bernard Paganelli di Montemagno, papa od 15. veljače 1145. do 8. srpnja 1153. godine.